# Paraconchoecia dasyophthalma
Paraconchoecia dasyophthalma är en kräftdjursart som först beskrevs av G. W. Müller 1906.  Paraconchoecia dasyophthalma ingår i släktet Paraconchoecia och familjen Halocyprididae. Inga underarter finns listade i Catalogue of Life.